# Jean Pierre Hippolyte Blandan
 (novembre 2024).
Si vous disposez d'ouvrages ou d'articles de référence ou si vous connaissez des sites web de qualité traitant du thème abordé ici, merci de compléter l'article en donnant les références utiles à sa vérifiabilité et en les liant à la section « Notes et références ».
Jean Pierre Hippolyte Blandan, connu sous le nom de Sergent Blandan, est un militaire français, né à Lyon le 9 février 1819 (dans l'actuelle rue de Constantine), et mort au combat le 12 avril 1842 à Boufarik, lors de la conquête coloniale de l'Algérie.

## Biographie

### Famille
Jean Pierre Hippolyte Blandan naît à Lyon le 9 février 1819 (dans l'actuelle rue de Constantine). Il est le fils de Pierre François Blandan, limonadier, et de Jeanne Blanchon, originaires du Jura et établis à Lyon.

### Carrière militaire
Engagé à l'âge de dix-huit ans en 1837, Blandan est affecté au 26e régiment d'infanterie de ligne, et participe aux opérations militaires de la conquête de l'Algérie par le royaume de France. Il est nommé caporal le 6 août 1839, puis sergent le 1er février 1842.

### Mort
Le 11 avril 1842, alors qu'il conduit un détachement d'une vingtaine d'hommes pour porter le courrier du camp d'Erlon à Boufarik, à la redoute de Beni Mered (camp de Blida), sa troupe est attaquée par un groupe de trois cents cavaliers arabes. Refusant de déposer les armes devant cet ennemi supérieur en nombre et bien que grièvement blessé, il exhorte ses soldats à résister, s'écriant : « Courage, mes amis ! Défendez-vous jusqu'à la mort ! ». Les secours, alertés par le bruit de la bataille entendu depuis Boufarik, n'y trouveront que cinq fusiliers survivants. Le sergent Blandan meurt de ses blessures à l'hôpital de Boufarik le 12 avril 1842, à l'âge de 23 ans.

## Hommages et critiques
La résistance du sergent Blandan a eu une grande portée dans les rangs de l'armée française. Son exemple est cité par le général Thomas-Robert Bugeaud. Le sergent est fait chevalier de la Légion d'honneur à titre posthume.
En raison de la participation du sergent Blandan à la conquête française de l'Algérie, les hommages qui lui sont rendus sont considérés comme des symboles du colonialisme. Selon Franz Fanon : « Chaque statue, celle de Faidherbe ou de Lyautey, de Bugeaud ou du sergent Blandan, tous ces conquistadors juchés sur le sol colonial n’arrêtent pas de signifier une seule et même chose : "Nous sommes ici par la force des baïonnettes" ».

### En Algérie française

#### Bouteldja
Pendant la colonisation française, son nom est donné à un village d'Algérie situé entre la ville de Bône (aujourd'hui Annaba) et le port de La Calle (aujourd'hui El Kala). Blandan s'appelle aujourd'hui Bouteldja.

#### Boufarik

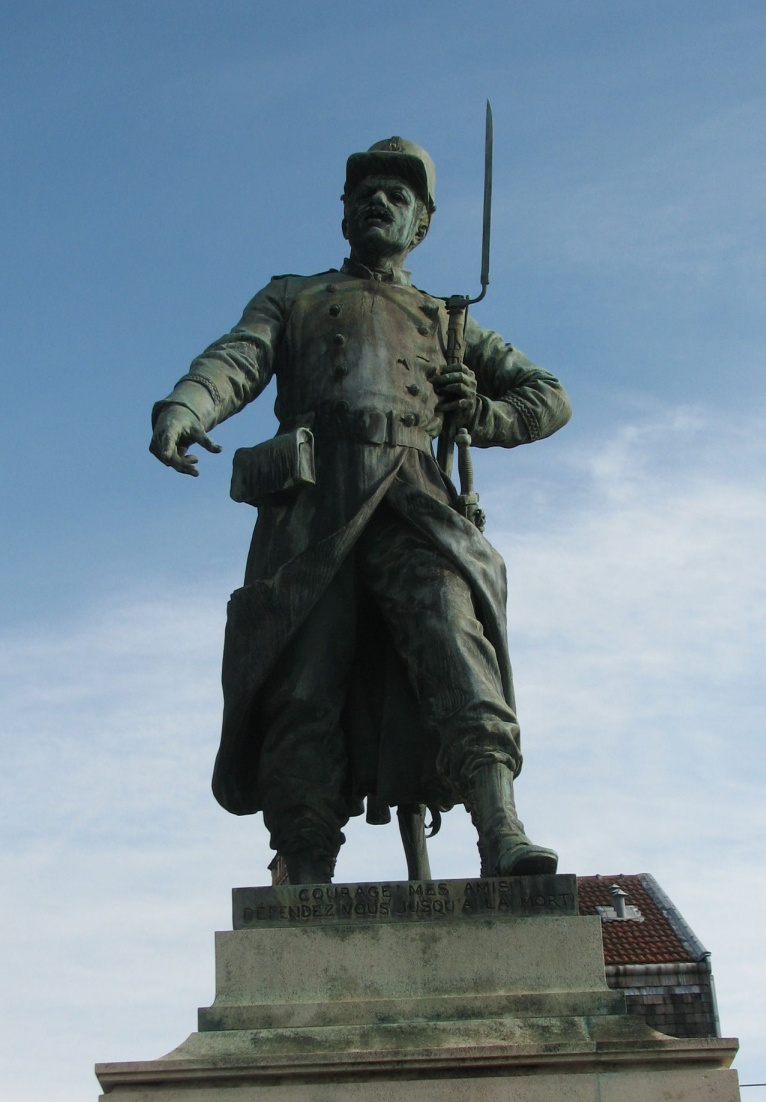
Statue du Sergent Blandan, construite pour Boufarik et située aujourd'hui à Nancy.

Son nom est donné à une place à Boufarik et un monument y est érigé à sa mémoire en 1887. À la fin de la guerre d'indépendance en 1962,  la place est renommée Place El Fouaraa, et la statue du sergent Blandan est apportée en France. Elle sera installée dans la cour de la caserne Thiry à Nancy jusqu'en 1990,.

### En métropole

#### Nancy

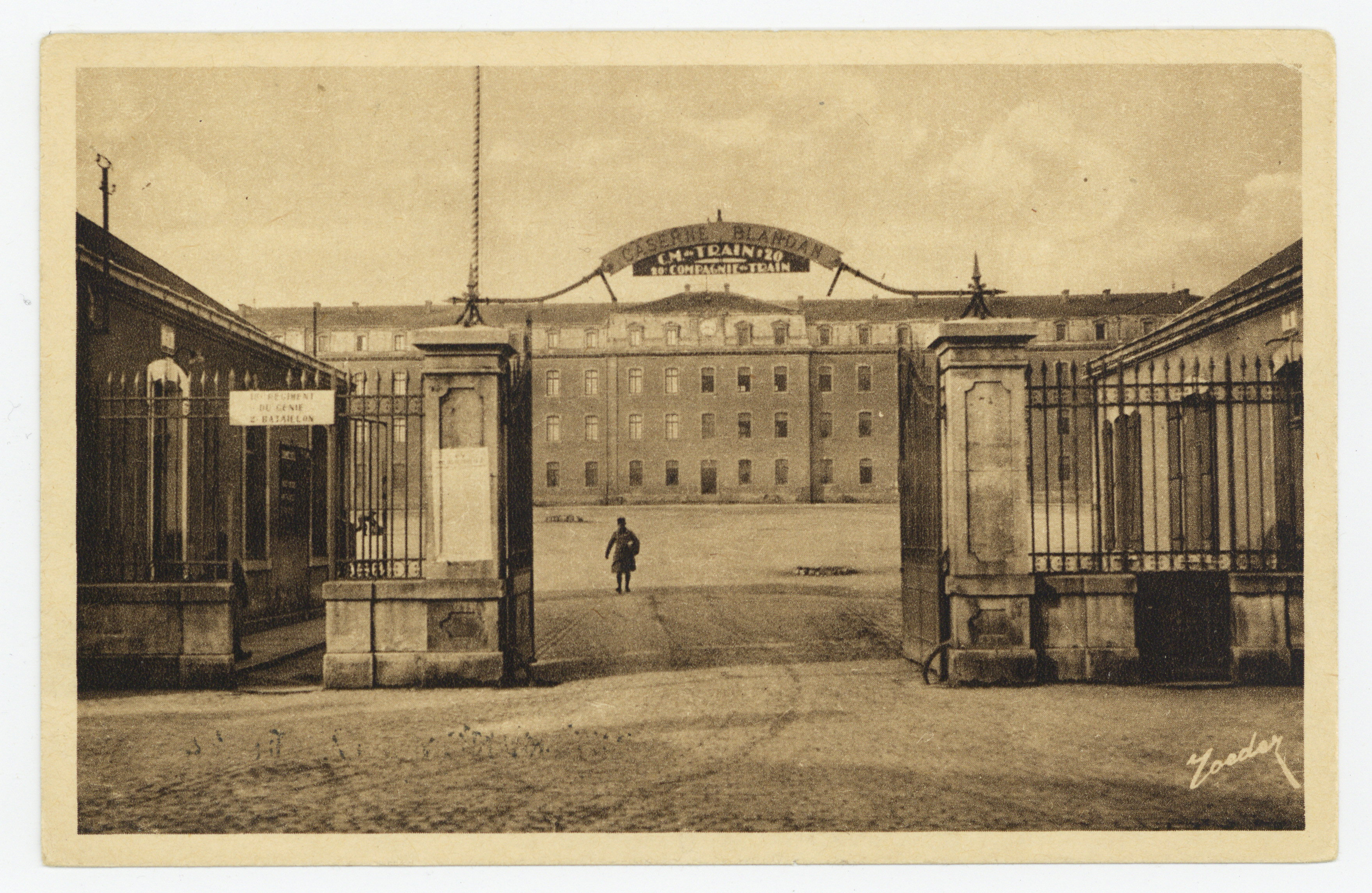
La caserne Blandan à Nancy en 1946.

À Nancy, l'ancien grand chemin de Saint-Charles est renommé rue du Sergent-Blandan par décision du conseil municipal du 6 mai 1886. Une caserne construite le long de cette rue, ainsi qu'une impasse perpendiculaire à cette rue, portent également son nom.

À la veille de l'indépendance de l'Algérie en 1962, la statue de Boufarik subit des dommages sur ses bas-reliefs, et le monument est déplacé en France un an plus tard, puis la statue est positionnée dans la cour de la caserne Thiry à Nancy. À l'occasion du retour du 26e régiment d'infanterie à Nancy, le 14 décembre 1963, la statue est inaugurée en présence du ministre de la Défense, Pierre Messmer, ainsi que du général Massu.

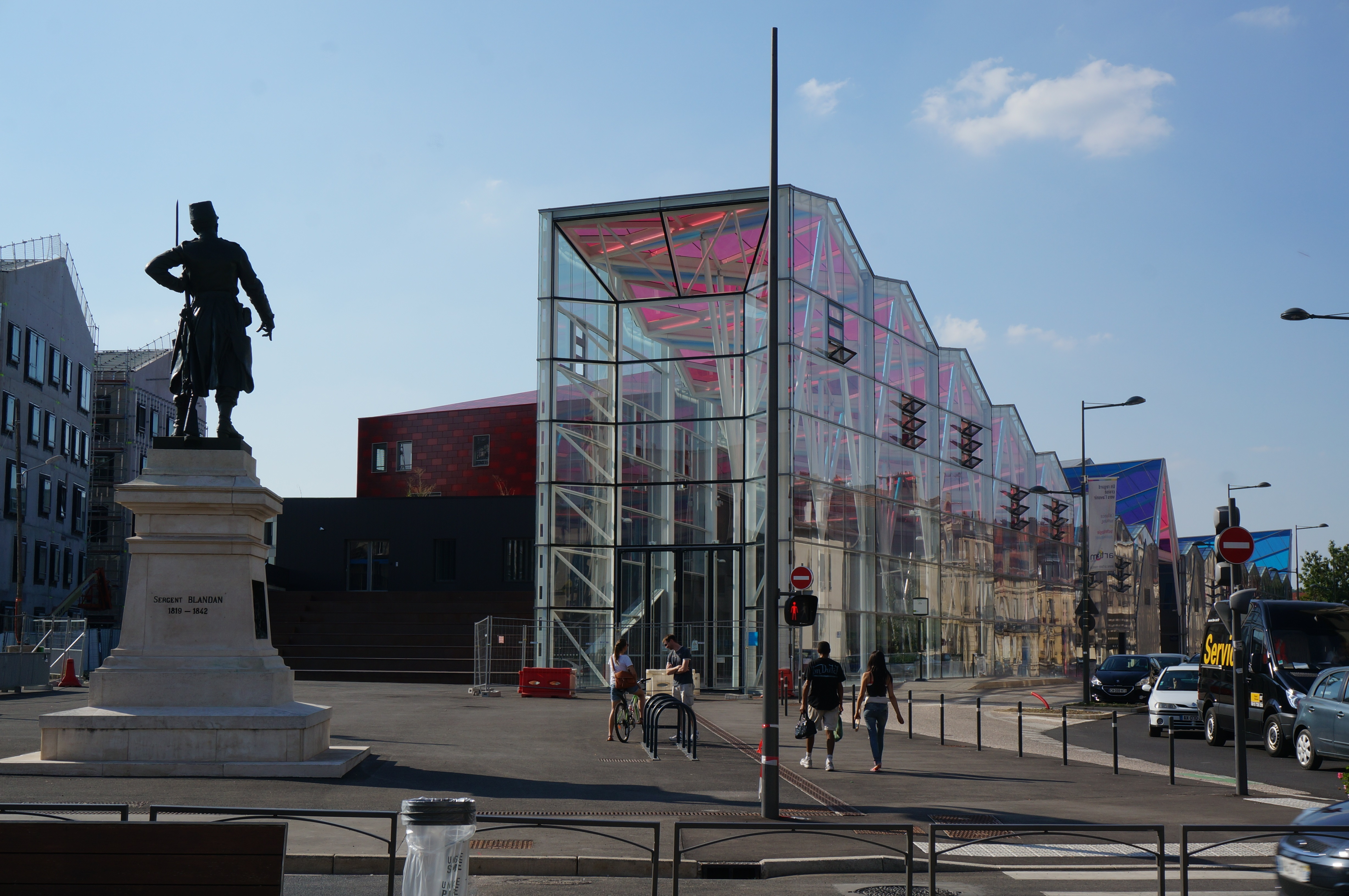
La statue du Sergent Blandan à Nancy dans son nouveau cadre

La statue est à nouveau déplacée en 1990, au bout de la rue du Sergent-Blandan, sur la place de Padoue. La statue, y compris son socle et les deux bas-reliefs, fait l'objet d'une inscription au titre des Monuments historiques par arrêté du 9 octobre 2024.
Une autre cérémonie se tient en son hommage[évasif] le 26 septembre 1992, date du 150e anniversaire du combat de Beni Mered.

#### Lyon

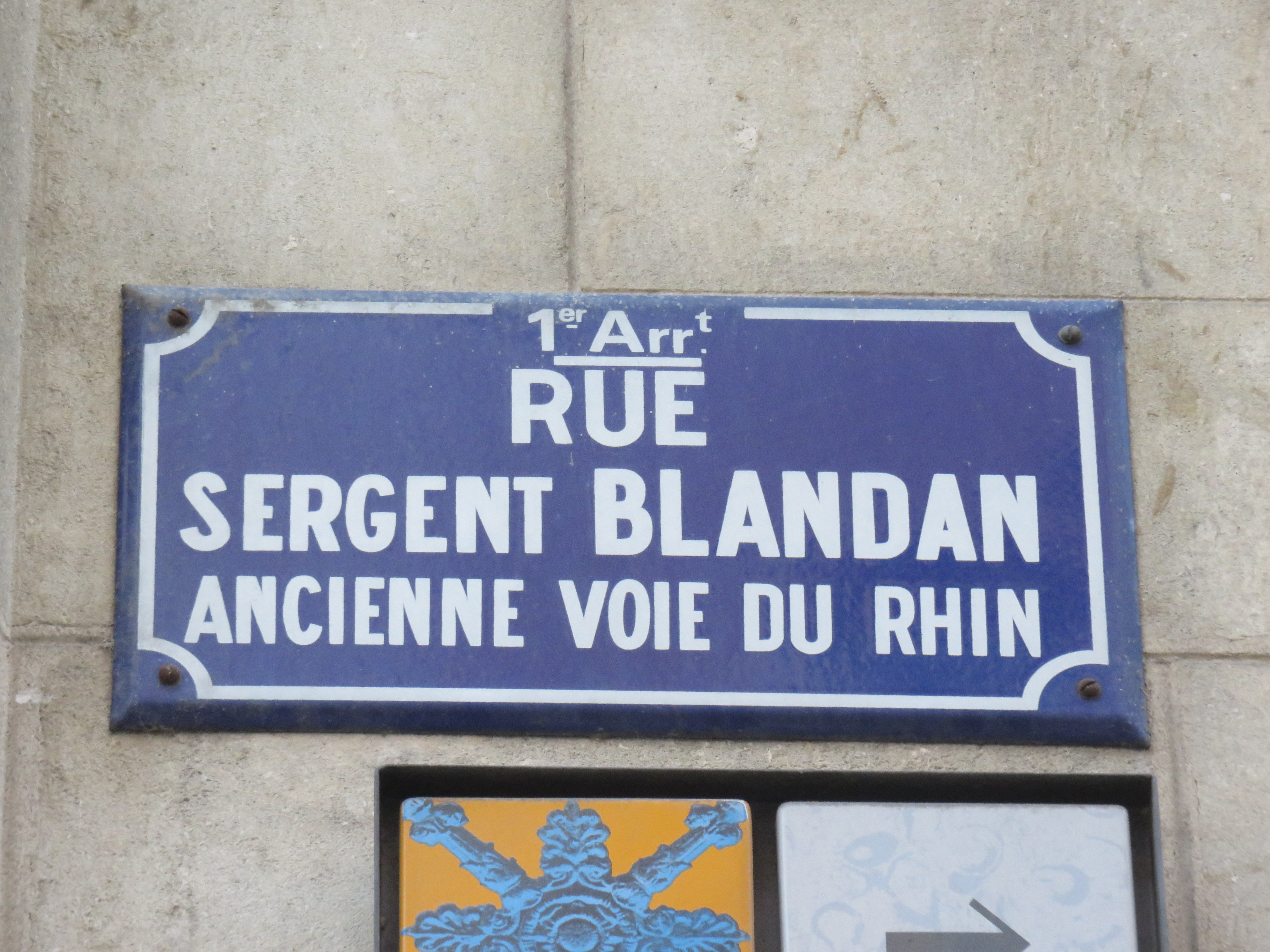
Plaque de la rue Sergent-Blandan à Lyon.

Une seconde statue du sergent Blandan est inaugurée le 22 avril 1900 à Lyon, sa ville natale, sur la place Sathonay. À l'occasion du centenaire de sa mort, le 12 octobre 1942, son nom est donné à un fort de 17 hectares dans le 7e arrondissement de Lyon : la caserne Sergent-Blandan, depuis désaffectée et devenue un parc public d'agrément. La rue du Sergent-Blandan dans le 1er arrondissement porte également son nom.
En raison de la participation du sergent Blandan à la conquête française de l'Algérie, sa statue est perçue comme un monument colonialiste par les associations anti-racistes. Certains réclament le déboulonnage de la statue, dans une démarche globale de décolonisation de l'espace public.
Lors du conseil d’arrondissement du 6 novembre 2024, les élus lyonnais choisissent de procéder à la pose d’une plaque explicative sur le socle de la statue du sergent Blandan afin d'« améliorer l’information pour actualiser la mémoire en accord avec les valeurs du présent, notamment sur les questions mémorielles portant sur la colonisation et la guerre d’Algérie ».

### Peinture

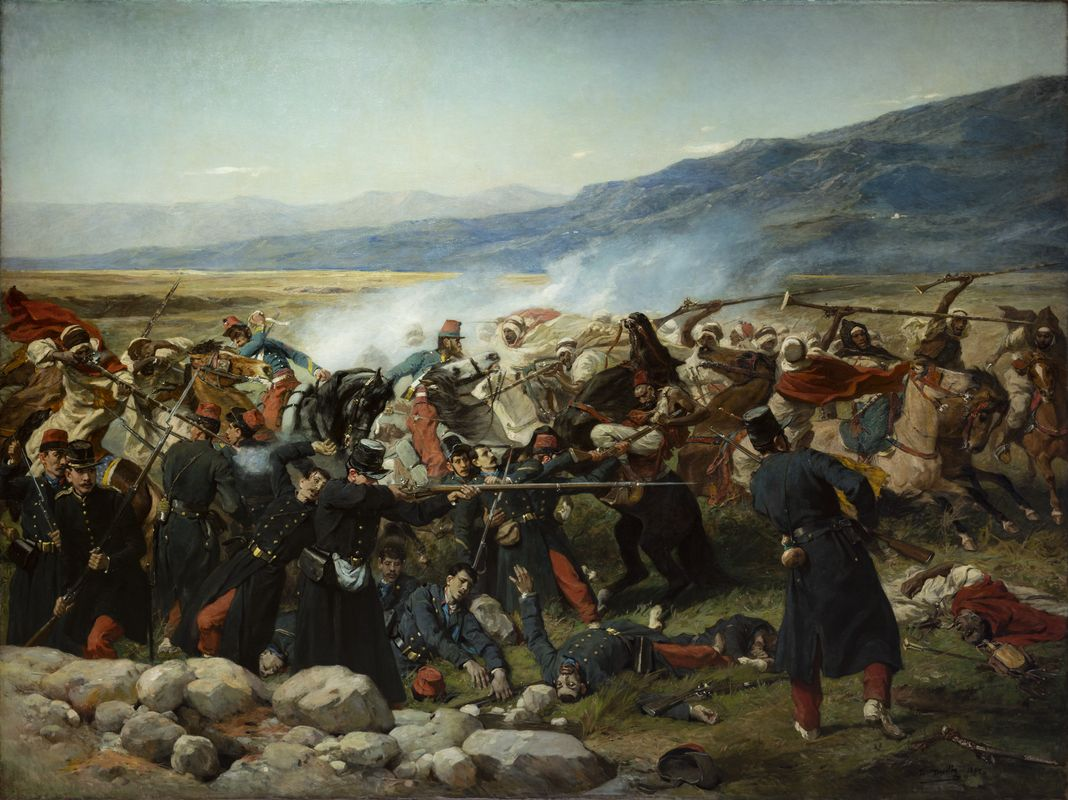
La Mort du Sergent Blandan, peinture réalisée par Louis-Théodore Devilly en 1882.

La Mort du Sergent Blandan est une toile de Louis-Théodore Devilly. Présentée au Salon des artistes français de 1882,, elle est achetée par l'État qui en fait don au Musée des beaux-arts de Nancy, dont Devilly est le conservateur. Il s'est rendu en 1879 sur les lieux où la bataille s'est produite.

### Mess de Baden-Baden
Le commandement en chef des Forces françaises en Allemagne (FFA), siégeant à Baden-Baden, donna le nom de « mess Sergent-Blandan » à un mess ayant fonctionné entre le début des années 1950 et la fin des années 1990.